# 嗣王
嗣王，中國南朝梁、南朝陳、唐朝、宋朝等朝代設置的爵位。

## 梁陳
南朝梁時，將宗室封郡王者按照始封、襲封世次分為正王、嗣王、蕃王三等。皇弟、皇子等封郡王，是為正王。正王之子襲封嗣王，嗣王之子襲封蕃王。南朝陳沿襲梁制，嗣王為第二品，秩視中二千石。
嗣王加軍號或位至公者，開府置佐史。嗣王府佐史的官階，低於正王府，高於皇弟皇子之庶子府、蕃王府。
嗣王國所置國官的官階，低於皇弟皇子國，高於蕃王國。
嗣王屬官的班、品、秩如下：

### 府佐
| 官名         | 官班             | 官品   | 官秩   |
| 長史         | 九班             | 第六品 | 八百石 |
| 司馬         | 九班             | 第六品 | 八百石 |
| 公府從事中郎 | 八班             | 第六品 | 六百石 |
| 諮議參軍     | 八班             | 第六品 | 六百石 |
| 板諮議參軍   |                  | 第六品 | 不言秩 |
| 公府掾屬     | 六班             | 第七品 | 四百石 |
| 中錄事參軍   | 六班             | 第七品 | 不言秩 |
| 中記室參軍   | 六班             | 第七品 | 不言秩 |
| 中直兵參軍   | 六班             | 第七品 | 不言秩 |
| 板中錄事參軍 |                  | 第七品 | 不言秩 |
| 板中記室參軍 |                  | 第七品 | 不言秩 |
| 板中直兵參軍 |                  | 第七品 | 不言秩 |
| 功曹史       | 五班             | 第八品 | 不言秩 |
| 錄事參軍     | 五班             | 第八品 | 不言秩 |
| 記室參軍     | 五班             | 第八品 | 不言秩 |
| 中兵參軍     | 五班             | 第八品 | 不言秩 |
| 板錄事參軍   |                  | 第八品 | 不言秩 |
| 板記室參軍   |                  | 第八品 | 不言秩 |
| 板中兵參軍   |                  | 第八品 | 不言秩 |
| 主簿         | 四班             | 第八品 | 不言秩 |
| 正參軍       | 三班             | 第九品 | 不言秩 |
| 板正參軍     |                  | 第九品 | 不言秩 |
| 公府祭酒     | 二班             | 第八品 | 不言秩 |
| 行參軍       | 二班             | 第九品 | 不言秩 |
| 板行參軍     |                  | 第九品 | 不言秩 |
| 長兼參軍     | 位不登二品者六班 | 無     | 不言秩 |
| 參軍督護     | 位不登二品者五班 | 無     | 不言秩 |
| 功曹督護     | 位不登二品者四班 | 無     | 不言秩 |

### 國官
| 官名     | 官班             | 官品   | 官秩   |
| 郎中令   | 四班             | 第九品 | 四百石 |
| 大農     | 三班             | 第九品 | 四百石 |
| 中尉     | 二班             | 第九品 | 四百石 |
| 常侍     | 一班             | 第九品 | 不言秩 |
| 侍郎     | 位不登二品者七班 | 無     | 不言秩 |
| 上軍將軍 | 位不登二品者六班 | 無     | 不言秩 |
| 中軍將軍 | 位不登二品者六班 | 無     | 不言秩 |
| 下軍將軍 | 位不登二品者六班 | 無     | 不言秩 |
| 典書令   | 位不登二品者五班 | 無     | 不言秩 |
| 典祠令   | 位不登二品者四班 | 無     | 不言秩 |
| 典衛令   | 位不登二品者四班 | 無     | 不言秩 |
| 學官令   | 位不登二品者四班 | 無     | 不言秩 |

## 唐朝
唐朝時，將封國號王者分為親王、嗣王二等。皇子封王，是為親王。親王、嗣王之子襲封嗣王。嗣王為從第一品，低於親王（正第一品）。
嗣王食邑為五千戶（虛封）。

## 宋朝
宋朝時，前後只設置過四個嗣王：
- 嗣濮王：元豐七年（1084年）設，奉祀宋英宗生父濮安懿王趙允讓。[4]
- 嗣秀王：紹熙元年（1190年）設，奉祀宋孝宗生父秀安僖王趙子偁。[5]
- 嗣榮王：淳祐元年（1241年）設，奉祀宋理宗生父榮文恭王趙希瓐。
- 嗣沂王：淳祐元年（1241年）設，奉祀沂靖惠王趙抦。[6]